# Amati Schmitt
Amati Schmitt (* 8. August 1995 in Thionville) ist ein französischer Jazzmusiker (Gitarre).
Schmitt wuchs in einer Familie von Sintimusikern auf. Ab seinem sechsten Lebensjahr wurde er von seinem Vater Dorado Schmitt zunächst auf dem Klavier, dann auf der Gitarre unterrichtet und erlernte die Tradition des Gypsy-Jazz. Bereits mit neun Jahren hatte er seinen ersten Bühnenauftritt. 14-jährig trat er beim Jazz Fest Wien auf, dann auf den Festivals in Monaco, Lyon und Colmar. Mit sechzehn Jahren konzertierte er mit seiner eigenen Band auf dem Django Reinhardt Festival in Samois sur Seine. 2012 legte er sein Debütalbum vor. Er spielte im New Yorker Jazzclub Birdland und 2018 in der Carnegie Hall. Auch trat er mit Häns’che Weiss und mit Jimmy Rosenberg auf.

## Diskographische Hinweise
- Sonny Day (Le Chant du Monde 2012, mit Dorado und Bronson Schmitt, Xavier Nikq)
- Dorado + Amati Schmitt Group Live (Stunt Records, 2014, mit Esben Strandvig, Francko Mehrstein, Xavier Nikq)
- Dorado Schmitt, Samson Schmitt, Ludovic Beier, Pierre Blanchard, Francko Mehrstein, Amati Schmitt, Bronson Schmitt, Doudou Cuillerier, Xavier Nikq , Special Guest: Anat Cohen Django Festival Allstars Live at Birdland (& More) (Fremeaux & Associés 2015)
- Dorado & Amati Schmitt Sinti du Monde (Stunt Records, 2016, mit Esben Strandvig, Francko Mehrstein, Xavier Nikq)